# Thế Paleocen
| Hệ/ Kỷ                               | Thống/ Thế | Bậc / Kỳ   | Tuổi (Ma)    | Tuổi (Ma) |
| ------------------------------------ | ---------- | ---------- | ------------ | --------- |
| Neogen                               | Miocen     | Aquitane   | trẻ hơn      |           |
| Paleogen                             | Oligocen   | Chatti     | 23.03 - 28.1 |           |
| Paleogen                             | Oligocen   | Rupel      | 28.1 - 33.9  |           |
| Paleogen                             | Eocen      | Priabona   | 33.9 - 37.8  |           |
| Paleogen                             | Eocen      | Barton     | 37.8 - 41.2  |           |
| Paleogen                             | Eocen      | Lutetia    | 41.2 - 47.8  |           |
| Paleogen                             | Eocen      | Ypres      | 47.8 - 56    |           |
| Paleogen                             | Paleocen   | Thanet     | 56 - 59.2    |           |
| Paleogen                             | Paleocen   | Seland     | 59.2 - 61.6  |           |
| Paleogen                             | Paleocen   | Đan Mạch   | 61.6 - 66    |           |
| Creta                                | Thượng     | Maastricht | cổ hơn       |           |
| Phân chia Paleogen theo ICS, 8/2018. |            |            |              |           |

Thế Paleocen hay thế Cổ Tân ("bình minh sớm của gần đây"), là một thế kéo dài từ khoảng 66,0 ± 0,3 triệu năm trước (Ma) tới khoảng 56,0 ± 0,2 Ma. Nó là thế đầu tiên trong kỷ Paleogen của đại Tân Sinh. Giống như phần lớn các kỷ địa chất cổ hơn, các địa tầng xác định sự bắt đầu và kết thúc của thế địa chất này được xác định khá rõ nhưng niên đại chính xác vẫn chưa chắc chắn trong phạm vi từ 200.000 đến 300.000 năm.
Thế Paleocen diễn ra ngay sau khi xảy ra sự kiện tuyệt chủng hàng loạt ở cuối kỷ Creta, được biết đến như là ranh giới K-T, đánh dấu sự tiêu vong của khủng long. Sự tuyệt chủng của khủng long để lại các hốc sinh thái không được nhồi đầy trên khắp thế giới và tên gọi "Paleocen" có nguồn gốc từ tiếng Hy Lạp và có liên quan tới quần động vật "Cổ (paleo) – Tân (ceno)" đã xuất hiện trong thế địa chất này, trước khi có sự nổi lên của các bộ động vật có vú hiện đại trong thế Eocen.

## Ranh giới và các đơn vị
Ranh giới K-T đánh dấu sự tách rời của kỷ Creta và thế Paleocen là rõ ràng trong các mẫu địa chất ở nhiều khu vực trên Trái Đất do sự gián đoạn trong các hóa thạch động vật, với các mức hàm lượng iridi cao. Cũng có các chứng cứ hóa thạch về các thay đổi đột ngột trong quần thực vật và quần động vật. Bên cạnh đó cũng có một số chứng cứ về các thay đổi khí hậu quan trọng nhưng diễn ra rất ngắn đã diễn ra trong giai đoạn đầu của thế Paleocen. Có một vài giả thuyết về nguyên nhân gây ra sự kiện tuyệt chủng K-T, với phần lớn các chứng cứ hỗ trợ cho sự va chạm của một tiểu hành tinh đường kính khoảng 10 km gần Yucatan, México.
Sự kết thúc thế Paleocen (55,5/54,8 Ma) được đánh dấu bằng một trong những thời kỳ đáng kể nhất của thay đổi toàn cầu trong đại Tân Sinh. Tối đa nhiệt thế Paleocen-thế Eocen đã nâng cao sự lưu thông của đại dương và khí quyển, gây ra sự tuyệt chủng hàng loạt các loài trùng lỗ sống dưới đáy biển sâu cũng như tốc độ thay đổi lớn của động vật có vú sống trên đất liền.
Thế Paleocen thông thường được chia ra thành các phân thế Tiền, Trung và Hậu Paleocen, tương ứng với các tầng động vật, từ trẻ nhất tới cổ nhất, như sau:
| Hậu Paleocen   | tầng Thanet   | (58,7 ± 0,2 – 55,8 ± 0,2 Ma) |
| Trung Paleocen | tầng Seland   | (61,7 ± 0,2 – 58,7 ± 0,2 Ma) |
| Tiền Paleocen  | tầng Đan Mạch | (65,5 ± 0,3 – 61,7 ± 0,2 Ma) |

## Khí hậu
Thời kỳ Tiền Paleocen là mát lạnh hơn một chút so với kỷ Creta trước đó, mặc dù nhiệt độ lại tăng lên vào cuối thế. Khí hậu nóng và ẩm ướt trên khắp thế giới, với thảm thực vật cận nhiệt đới phát triển ở cả Greenland và Patagonia. Hai địa cực có khí hậu ôn đới mát còn Bắc Mỹ, châu Âu, Australia và miền nam Nam Mỹ có khí hậu ôn đới ấm. Khí hậu nhiệt đới đặc trưng cho các khu vực ven xích đạo còn phía bắc và phía nam đường xích đạo thì khí hậu rất khô và nóng .

## Cổ địa lý học
Theo nhiều cách, thế Paleocen là thời kỳ tiếp tục các quá trình đã bắt đầu trong kỷ Creta. Trong thế Paleocen, các lục địa vẫn tiếp tục trôi dạt về các vị trí gần giống như ngày nay. Bắc Mỹ và châu Á vẫn còn được nối liền nhưng không liên tục bằng một cầu đất, trong khi Greenland và Bắc Mỹ đã bắt đầu tách rời. Kiến tạo sơn Laramide của thời kỳ Creta muộn vẫn tiếp tục nâng cao dãy núi Rocky tại miền tây Bắc Mỹ và nó chỉ kết thúc trong thế tiếp theo (thế Eocen).
Bắc và Nam Mỹ vẫn còn tách rời bởi một biển ven xích đạo (chúng nối liền vào nhau trong kỷ Neogen); các bộ phận của cựu siêu lục địa phương nam Gondwana vẫn tiếp tục tách rời nhau, với châu Phi, Nam Mỹ, châu Nam Cực và Australia đang rời xa nhau. châu Phi hướng lên phía bắc về phía châu Âu, khép dần biển Tethys một cách chậm chạp còn tiểu lục địa Ấn Độ bắt đầu sự di chuyển của nó về phía châu Á dẫn tới va chạm kiến tạo và sự hình thành của dãy núi Himalaya. 
Các biển nội địa tại Bắc Mỹ như Biển nội địa miền Tây và tại châu Âu đã rút xuống vào đầu thế Paleocen, mở đường cho quần động và thực vật mới sống trên đất liền.

## Quần thực vật
Địa tầng đất liền thế Paleocen nằm ngay trên ranh giới K-T tại các khu vực được đánh dấu bằng "dải dương xỉ": một tầng đặc biệt giàu hóa thạch dương xỉ. Các loài dương xỉ thường là những loài đầu tiên xâm chiếm các khu vực bị tổn thương do các vụ cháy rừng; vì thế dải dương xỉ có thể là sự chỉ ra của các phá hủy hậu núi lửa Chicxulub.
Nói chung, thế Paleocen được đánh dấu bằng sự phát triển của các loài thực vật hiện đại. Các loài xương rồng và cau, dừa đã xuất hiện. Các hóa thạch thực vật thế Paleocen và muộn hơn nói chung được quy là thuộc các chi thực vật hiện đại hay các đơn vị phân loại có quan hệ họ hàng rất gần.
Nhiệt độ ấm áp trên khắp thế giới đã làm xuất hiện các cánh rừng lá sớm rụng nhiệt đới hay cận nhiệt đới bao phủ khắp toàn cầu (các rừng mưa nhiệt đới hiện đại được công nhận đầu tiên) với các khu vực ven địa cực không bị băng bao phủ được che phủ bằng các loài cây thông hay có lá sớm rụng. Do không còn các loài khủng long to lớn gặm lá nên các cánh rừng trong thế Paleocen có lẽ là dày dặc hơn trong kỷ Creta.
Thực vật hạt kín (thực vật có hoa), lần đầu tiên thấy xuất hiện trong kỷ Creta, vẫn tiếp tục phát triển và sinh sôi nảy nở. Cùng với chúng là các côn trùng đồng tiến hóa để ăn các loài thực vật này hay thụ phấn cho chúng.

## Quần động vật

### Động vật có vú
Động vật có vú lần đầu tiên xuất hiện trong kỷ Trias và phát triển ngay sát cạnh khủng long, chúng khai thác các hốc sinh thái không bị các động vật to lớn và nổi tiếng hơn này của đại Trung Sinh động chạm tới: trong các bụi cây thấp và cao trên cây của các cánh rừng có nhiều côn trùng. Các động vật có vú nhỏ bé này (cũng như chim, bò sát, động vật lưỡng cư và côn trùng) đã thoát khỏi sự tuyệt chủng hàng loạt mà các loài khủng long không tránh được ở cuối kỷ Creta, giúp cho động vật có vú có thêm cơ hội đa dạng và phát triển trên khắp thế giới.
Trong khi các động vật có vú thời kỳ đầu có vóc dáng nhỏ bé và kiếm ăn về đêm, với khẩu phần ăn là rau cỏ và côn trùng thì sự diệt vong của khủng long cùng sự khởi đầu của thế Paleocen lại cho thấy chúng đã to lớn hơn, hung dữ hơn và cuối cùng trở thành những động vặt ăn thịt thống trị và lan rộng trên khắp thế giới. Mười triệu năm sau sự diệt vong của khủng long thì thế giới được điền đầy bằng các động vật có vú trông tương tự như các loài gặm nhấm, với các loài thú có kích thước trung bình bới tìm thức ăn trong các cánh rừng còn các loài thú ăn thịt và ăn cỏ có kích thước lớn săn bắt các loài thú, chim và bò sát khác.
Các động vật có vú thế Paleocen vẫn chưa có các răng/chi chuyên biệt hóa và tỷ lệ trọng lượng bộ não với trọng lượng cơ thể của chúng còn rất thấp. Khi so sánh với các dạng muộn hơn thì chúng chỉ là các dạng nguyên thủy hay cổ. Mãi cho tới thế Eocen (khoảng 55 Ma) thì các động vật có vú hiện đại thật sự mới phát triển.
Các chứng cứ hóa thạch thuộc thế Paleocen là khá hiếm và vì thế người ta còn biết rất ít về các động vật có vú của thời kỳ này. Do kích thước nhỏ của chúng—cố định cho đến cuối thế—nên xương của động vật có vú thời kỳ đầu không được bảo quản tốt trong các mẫu hóa thạch và phần lớn những gì ngày nay người ta biết được là từ các chiếc răng hóa thạch (thành phần bền hơn cả) và chỉ một ít bộ xương.
Động vật có vú thế Paleocen bao gồm:
- Các loài động vật đơn huyệt (bộ Monotremata): Ba loài động vật đơn huyệt còn sống sót tới ngày nay: thú mỏ vịt và hai loài thú lông nhím (họ Tachyglossidae). Monotrematum sudamericanum đã sinh sống trong thế Paleocen.
- Thú có túi (cận lớp Marsupialia): các loài kangaroo (chuột túi) hiện đại là các loài thú có túi, với đặc trưng nuôi con trong túi trước bụng cho đến khi chúng trưởng thành. Loài thú có túi Pucadelphys andinus ở Bolivia là một ví dụ về động vật thế Paleocen.
- Bộ Multituberculata: là nhánh lớn duy nhất của động vật có vú đã bị tuyệt chủng. Nhóm thú tương tự như động vật gặm nhấm này bao gồm cả chi Ptilodus sống tại Bắc Mỹ trong khoảng thời gian thuộc thế Paleocen.
- Thú có nhau (nhóm Placentalia/Eutheria): Nhóm này của động vật có vú đã trở thành nhóm đa dạng nhất và thành công nhất. Các thành viên của nhóm này bao gồm các loài động vật móng guốc, linh trưởng và động vật ăn thịt, chẳng hạn như động vật guốc chẵn ăn thịt (bộ Mesonychia) thế Paleocen.

### Bò sát
Do điều kiện khí hậu của thế Paleocen, các loài bò sát đã phân bổ rộng rãi hơn nhiều so với ngày nay. Trong số các loài bò sát cận nhiệt đới tìm thấy ở Bắc Mỹ trong thế địa chất này có họ Champsosauridae (các bò sát thủy sinh tương tự như cá sấu Ấn Độ hiện đại), cá sấu thật sự, rùa, rắn cổ đại, kỳ đà và Protochelydra zangerli  (tương tự như rùa nước ngọt ngày nay).
Các ví dụ về cá sấu cổ đại trong thế Paleocen bao gồm Champsosaurus gigas, loài cá sấu cổ lớn nhất đã phát hiện được. Loài này là bất thường trong số các bò sát của thế Paleocen ở chỗ C. gigas còn lớn hơn cả các tổ tiên đã biết của nó trong đại Trung Sinh. C. gigas dài gấp 2 lần các mẫu vật lớn nhất của kỷ Creta (3 m đối lại với 1,5 m của tổ tiên) trong khi các loài bò sát nói chung đều suy giảm kích thước sau sự kiện tuyệt chủng K-T. Các loài cá sấu cổ này vào cuối thế Paleocen đã suy giảm và trở thành tuyệt chủng vào cuối thế Eocen.
Các ví dụ về các loài cá sấu thật sự trong thế Paleocen là loài cá sấu Leidyosuchus formidabilis, động vật săn mồi hàng đầu và là động vật lớn nhất trong quần động vật suối Wannagan và dạng cá sấu agigator Wannaganosuchus. Khủng long có thể vẫn còn sống sót tới khoảng thời gian đầu tầng Đan Mạch của thế Paleocen, khoảng 64,5 Ma. Chứng cứ cho điều gây mâu thuẫn này là các mảnh xương chân của khủng long mỏ vịt (họ Hadrosauridae) tìm thấy trong các địa tầng thuộc thế Paleocen có niên đại khoảng 64,5 Ma tại Australia.

### Chim
Chim bắt đầu đa dạng hóa trong thế này, chúng chiếm lĩnh các hốc sinh thái mới. Phần lớn các loại chim hiện đại dường như đã xuất hiện vào giữa đại Trung Sinh, bao gồm các loài chim sẻ (bộ Passeriformes), sếu (họ Gruidae), diều hâu (phân họ Accipitrinae), bồ nông (họ Pelicanidae), diệc (họ Ardeidae), cú (bộ Strigiformes), vịt (họ Anatidae), bồ câu (họ Columbiadae), chim lặn gavia (bộ Gaviiformes) và gõ kiến (phân họ Picinae).
Các loài chim ăn thịt lớn, không bay (gọi là chim kinh hoàng) cũng được tìm thấy trong các hóa thạch cuối thế Paleocen, bao gồm cả các loài chim gaston (chi Gastornis) tại châu Âu.
Các dạng cú thời kỳ đầu như Ogygoptynx (tại Hoa Kỳ) và Berruornis (tại Pháp) xuất hiện vào cuối thế Paleocen.

## Đại dương
Các biểm ấm lưu thông vòng quanh thế giới, bao gồm cả hai địa cực. Thời kỳ đầu của thế Paleocen có sự đa dạng và phổ biến khá thấp của sự sống đại dương, nhưng xu hướng này đã bị đảo ngược trong các giai đoạn sau của thế . Các điều kiện nhiệt đới đã tạo điều kiện cho sự gia tăng của sự sống đại dương, bao gồm các bãi đá ngầm san hô. Với sự tiêu vong của các bò sát biển vào cuối kỷ Creta, cá mập trở thành động vật săn mồi hàng đầu. Vào cuối kỷ Creta, cũng diễn ra sự tuyệt chủng của cúc đá và nhiều loài trùng lỗ.
Quần động vật đại dương trở thành tương tự như ngày nay, chỉ có điều là vẫn chưa có các động vật có vú sống trong lòng đại dương và cá mập voi (bộ Carcharhiniformes).